# Thelypteris nevadensis
Thelypteris nevadensis là một loài thực vật có mạch trong họ Thelypteridaceae. Loài này được (Baker) Clute ex C.V. Morton miêu tả khoa học đầu tiên năm 1958.